# Graphopsocus cruciatus
Espèce
Graphopsocus cruciatus est une espèce de petits insectes de l'ordre des psocoptères. Il est très fréquent sur les feuillages de mai à septembre. Ses dessins alaires pourraient constituer un cas de mimétisme avec les araignées (comme cela a été prouvé pour d'autres insectes ), avec les taches de la base représentant les yeux, et les rayures de l'extrémité les pattes de l'araignée.

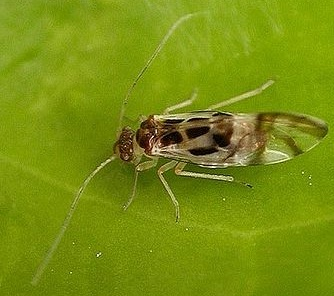
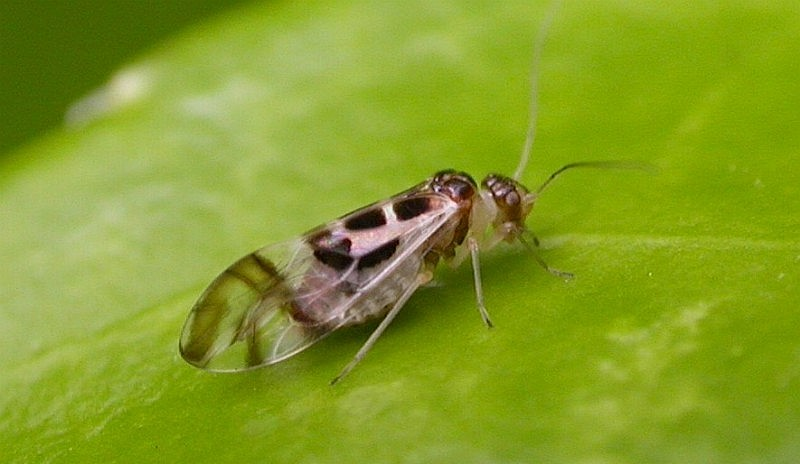

## Systématique
Le nom valide complet (avec auteur) de ce taxon est Graphopsocus cruciatus (Linnaeus, 1768).